# LFA 1
LFA 1: Peterson vs. Higo foi um evento de artes marciais mistas promovido pelo Legacy Fighting Alliance, que aconteceu em 13 de janeiro de 2017, no The Bomb Factory, em Dallas, Texas.

## Background
Em 2016, foi anunciada uma fusão do LFC (Legacy Fighting Championship) com o RFA (Resurrection Fighting Alliance), criando assim o LFA (Legacy Fighting Alliance), cuja primeira edição será realizada neste evento.
O evento trará a primeira unificação de cinturão de suas organizações-mãe. O título dos galos estará em jogo quando o brasileiro Leandro Higo, ex-campeão da RFA, encarar o antigo detentor do posto no Legacy FC, Steven Peterson.
Outro combate interessante é o do ex-UFC, Damon Jackson, que enfrenta Charles Cheeks III, luta que deve definir o primeiro desafiante dos penas.

## Card Oficial
Nota 1 Pelo Cinturão Inaugural do Legacy Fighting Alliance e Unificação do Cinturão Peso-Galo do Legacy Fighting Championship e Resurrection Fighting Alliance.